# جنی فانل
جنی فانل (انگلیسی: Jenny Funnell؛ زادهٔ ۲۰ مهٔ ۱۹۶۳) بازیگر اهل بریتانیا است.
از فیلم‌ها یا مجموعه‌های تلویزیونی که وی در آن‌ها نقش داشته‌است، می‌توان به پوآرو، ارواح شیطانی، دارک سولز، هالیوکس، بلادبورن، دارک سولز ۳ اشاره نمود.